# خالد بن عيسى
خالد بن عيسى (بالفرنسية: Khaled Benaissa
)‏ هو ممثل جزائري، ولد يوم 26 سبتمبر 1978 في عنابة في الجزائر.

## أعمال

### مسلسلات
- 2017: الخاوة (جزء 1)

- 2020 - 2025: طيموشة
- 2024: البراني
- 2025: لفراق

### أفلام
- 2019: بابيشة

## روابط خارجية
- خالد بن عيسى على موقع IMDb (الإنجليزية)
- خالد بن عيسى على موقع ألو سيني (الفرنسية)
- خالد بن عيسى على موقع قاعدة بيانات الفيلم (الإنجليزية)